# Kuisma Taipale
Kuisma Taipale (ur. 15 lutego 1970 w Veteli) – fiński biegacz narciarski, zawodnik klubu Vetelin Urheilijat.

## Kariera
Po raz pierwszy na arenie międzynarodowej Kuisma Taipale pojawił 29 lutego 1992 roku podczas zawodów Pucharu Świata w Lahti, gdzie zajął 22. miejsce w biegu na 15 km techniką klasyczną. Pierwsze punkty zdobył jednak dopiero w sezonie 1992/1993, który ukończył na 52. pozycji. Był to najlepszy sezon Fina w historii jego pucharowych startów. Nigdy nie stał na podium indywidualnych zawodów pucharowych, ale wraz z Kirsi Välimą, Riittą Liisą Roponen oraz Samim Jauhojärvim zajął drugie miejsce w sztafecie mieszanej 1 grudnia 2002 roku w Ruce.
Pierwszą dużą imprezą w jego karierze były Mistrzostwa Świata w Falun w 1993 roku, gdzie był szesnasty w biegu na 30 km techniką klasyczną. Był to jego najlepszy indywidualny wynik na zawodach tego cyklu. Taipale był także szósty w sztafecie podczas Mistrzostw Świata w Val di Fiemme w 2003 roku. W 2002 roku wziął udział w Igrzyskach Olimpijskich w Salt Lake City, zajmując między innymi jedenaste miejsce w sztafecie oraz trzydzieste w biegu na 15 km klasykiem.
Jego ojciec, Hannu Taipale, także reprezentował Finlandię w biegach narciarskich.

## Osiągnięcia

### Igrzyska olimpijskie
| Miejsce | Dzień     | Rok  | Miejscowość    | Konkurencja             | Czas biegu    | Strata       | Zwycięzca       |
| ------- | --------- | ---- | -------------- | ----------------------- | ------------- | ------------ | --------------- |
| 30.     | 12 lutego | 2002 | Salt Lake City | 15 km stylem klasycznym | 37:07.4 min   | +2:42.9 min  | Andrus Veerpalu |
| 11.     | 17 lutego | 2002 | Salt Lake City | Sztafeta 4 × 10 km      | 1:45:05.4 min | +4:56.3 s    | Norwegia        |
| 47.     | 23 lutego | 2002 | Salt Lake City | 50 km st. klasycznym    | 2:06:20.8 h   | +18:19.7 min | Michaił Iwanow  |

### Mistrzostwa Świata
| Miejsce | Dzień     | Rok  | Miejscowość   | Konkurencja             | Czas biegu  | Strata      | Zwycięzca       |
| ------- | --------- | ---- | ------------- | ----------------------- | ----------- | ----------- | --------------- |
| 16.     | 20 lutego | 1993 | Falun         | 30 km stylem klasycznym | 1:17:33.6 h | +2:29.6 min | Bjørn Dæhlie    |
| 31.     | 19 lutego | 1999 | Ramsau        | 30 km stylem dowolnym   | 1:15:26.2 h | +5:52.0 min | Mika Myllylä    |
| 33.     | 19 lutego | 2003 | Val di Fiemme | 30 km stylem klasycznym | 1:12:29.3 h | +3:41.7 min | Thomas Alsgaard |
| 26.     | 23 lutego | 2003 | Val di Fiemme | 2 × 10 km łączony       | 47:42.3 min | +55.7 s     | Per Elofsson    |
| 6.      | 25 lutego | 2003 | Val di Fiemme | Sztafeta 4 × 10 km      | 1:31:56.4 h | +1:39.8 min | Norwegia        |

### Puchar Świata

#### Miejsca w klasyfikacji generalnej
- sezon 1992/1993: 52.
- sezon 1993/1994: 71.
- sezon 1995/1996: 56.
- sezon 1996/1997: 83.
- sezon 1998/1999: 108.
- sezon 1999/2000: 109.
- sezon 2001/2002: 109.
- sezon 2002/2003: 89.
- sezon 2004/2005: 145.

#### Miejsca na podium w zawodach chronologicznie
Taipale nie stał na podium indywidualnych zawodów Pucharu Świata.